# Delta Dunava
Delta Dunava (rumunjski: Delta Dunării; ukrajinski: Дельта Дунаю) je druga delta po veličini u Europi, poslije Delte Volge, ali je najsačuvanija. Dunav se na oko 70 km od svog ušća dijeli na dva kraka, glavne sastavnice delte Dunava - Chiliu i Tulceu. Tulcea se nakon toga dijeli na rukavce Sf. Gheorge,  koji se u Dunav ulijeva dvostrukim ušćem,  i na Sulinu najpogodniju za plovidbu. Dunav povezan kanalom s lukom u Constanti važan je plovni put za Rumunjsku i sve ostale zemlje kroz koje teče ta rijeka kao i plovni put Rajna – Majna – Dunav (ovo uključuje i Hrvatsku).
Sama delta ima površinu od 4 170 kvadratnih kilometara od čega 3 465 km otpada na Rumunjsku, a ostalo Ukrajini. Slana jezera Razelm, južno od delte Dunava, često se priključuju ovom području (s njima ima oko 5165 kvadratnih km). Oko 2 000 kvadratnih kilometara delte je ispod razine mora, tako da uz malu gustoću naseljenosti ova činjenica pridodaje izgledu delte i njenoj očuvanosti.
Ova delta je pravo carstvo rijeka, rječica, bara, močvara, jezera, laguna, zaljeva i sl. Flora i fauna ovdje su bogate a najuočljivija je biljka šaš. Ovo je područje zaštićeno i dom je mnogobrojnim vrstama ptica. Preko 40 raznih vrsta riba obitava u delti te se 50 % ulova ribe obavlja na području delte. U krajoliku još prevladava trska kao i brojne vjetrenjače. Uzgoj trske je gospodarski vrlo važan. U sedamdesetima proizvodnja je bila oko 330.000 tona godišnje. U delti živi tek dvadesetak tisuća ljudi pa većih gradova i nema.
God. 1991. zaštićeni rumunjski dio delte Dunava (veličine oko 2 733 km²) je upisan na UNESCO-ov popis mjesta svjetske baštine u Europi jer je "svojim brojnim jezerima i močvarama utočište za više od 300 vrsta ptica i 45 vrsta slatkovodnih riba".
| Rukavci Dunava              | Duljina (km) | Protok (m³/s) (1921. – 1990.) |
| Kilia                       | 120          | 3800                          |
| Sulina                      | 64           | 1250                          |
| Sfântu Gheorghe (Sv. Juraj) | 70           | 1500                          |

## Povijest
Delta Dunava se počela formirati nakon 4000. pr. Kr. ispunjavanjem zaljeva u Crnom moru riječkim sedimentima, u kojem se procesu rijeka Dunav podijelila na rukavce Sv. Juraj (3500. – 1600. pr. Kr.), Sulina (oko 1600. pr. Kr.), Sv. Juraj II. (od 1. god. do danas) i Kilia (1600.-danas).
Najstariji spomen Delte Dunava je kao posjeda Dačana koji su je kontrolirali prije no što su je osvojili Rimljani. Nakon invazije Gota, ovo područje je nekoliko puta mijenjalo vlasnika, dok je u 15. stoljeću nisu osvojili Osmanski Turci.
God. 1812., nakon Rusko-Turskog rata, granica između Ruskog i Osmanskog Carstva je išla rukavcima Kilia i Stari Stambol, a 1829. godine rukavcem Sv. Juraj. Pariškim mirom (1856.), kojim je završio Krimski rat, Delta Dunava je dodijeljena Osmanskom carstvu i ustanovljen je međunarodni odbor koji je imao za zadaću da osigura i unaprijedi plovidbu deltom Dunava. God. 1878., nakon poraza Osmanskog carstva od ujedinjenih snaga Rusije i Rumunjske, granica je ponovno vraćena na rukavce Kilia i Stari Stambol.
Dio rumunjske delte Dunava je već 1938. godine proglašen rezervatom prirode, a ukrajinski 1973. godine. Nakon što je 1991. godine Delta Dunava postala svjetska baština, UNESCO je pomogao osnovati rezervat biosfere (1998.) na površini od 6264,03 km², koji dijele Rumunjska i Ukrajina. To je najveće zaštićeno zeleno područje koje prelazi granice dvaju država u Europi. Početkom 21. stoljeća ovdje se ubrzano razvija turizam, te je samo u srpnju 2004. godine zabilježeno više od 54.000 posjetitelja (više od 50% od ukupnog broja stanovnika cjelokupnog područja).

## Bioraznolikost
Delta Dunava je jedinstven ekosustav i najveće mokro područje tla u Europi na kojemu obitava oko 4000 životinjskih i 1000 biljnih vrsta. Njene šume su uglavnom hrasta, topola i vrba, koje rastu na obalama riječnih rukavaca.
Kako se Delta Dunava sastoji od guste mreže vodenih tijela u njoj živi veliki broj vrsta riba (oko 450), od kojih su najzastupljenije: šaran, karas, deverike, bodorka, crvenperka, linjak, te predatori: grgeč, smuđ, štuka,  bolen i som. Tu su uhvaćeni nekih od najvećih primjeraka ovih riba u Europi.
- Delta Dunava kod grada Sulina (Rumunjska)
- Stara vjetrenjača kod Letea  (Rumunjska)
- Ribar ispred guste trske
- Morske ptice na delti
- Dunav kod Vilkova (Ukrajina)

## Vanjske poveznice
- www.deltadunarii.ro
- Birds of the Danube Delta
- Danube Delta: Photo Gallery  Arhivirana inačica izvorne stranice od 23. siječnja 2007. (Wayback Machine)